# Station Josaphat
Station Josaphat is een voormalige spoorweghalte langs spoorlijn 161 (Brussel - Namen) in de Brusselse gemeente Schaarbeek (België).
De halte heeft nog geen 20 jaar bestaan en werd in 1884 gesloten.